# لي راي (نيويورك)
لي راي (بالإنجليزية: Le Ray, New York)‏ هي بلدة أمريكية تقع في الولايات المتحدة في مقاطعة جيفيرسون. يقدر عدد سكانها بـ 21,782 نسمة ومساحتها 191.7 كم2 وترتفع عن سطح البحر 140 متر.